# Edward Lancaster Lee
Edward Lancaster Lee   (Nova York, 29 de setembre de 1905 - 18 de maig de 1969) fou un jugador professional de billar de caramboles de la ciutat de Nova York (Estats Units).
El billar a tres bandes era molt popular als Estats Units dels anys anteriors a la Segona Guerra Mundial amb billaristes com Willie Hoppe i Welker Cochran, no obstant, només Edward Lee va ser capaç de guanyar el campionat del món, derrotant el seu compatriota Eugene Deardorff en el campionat celebrat el 1936 a Nova York.
Pertanyia al club New York Athletic Club. Guanyà el campionat de l'any 1931 de l'Associació Nacional de Jugadors de Billar Amateurs, derrotant Alfredo de Oro Jr., fill del campió cubà Alfredo de Oro.
Lee també destacà com a nedador amateur de llargues distàncies.